# Paul-Yves-Bernard de Quelen de Stuer de Caussade
Paul-Yves-Bernard de Quelen de Stuer de Caussade, duc de La Vauguyon, né le 25 février 1778 à Paris et décédé le 24 janvier 1837 à Paris, est un général et homme politique français.

## Biographie
Il émigre sous la Révolution et sert dans l'armée espagnole en 1794 et 1795. Il rentre en France en 1805 et participe à la bataille d'Austerlitz, devenant aide de camp de Murat. En 1808, il est colonel d'un régiment de la garde, à Naples, puis général de brigade napolitain en 1809; puis général de division le 21 novembre 1809. En janvier 1814, il occupe Rome avec l'armée napolitaine. De retour en France, il est nommé lieutenant général le 24 juillet 1816. 
Il est admis à siéger à la Chambre des pairs en 1828, en remplacement de son père Paul-François de Quelen de La Vauguyon. Il se rallie à la Monarchie de Juillet.